# 土倉村
土倉村（つちくらむら）は、かつて岐阜県海津郡に存在した村である。
現在の海津市平田町土倉に該当する。
当村発足時は安八郡の村であったが、郡制施行後、海津郡の村となっている。

## 歴史
- 1889年（明治22年）7月1日 - 町村制により、土倉村が発足。
- 1897年（明治30年）4月1日[2] - 郡制に基づき、下石津郡、海西郡と安八郡の一部[3]が合併し、海津郡になる。当村は海津郡の村となる。
- 1897年（明治30年）4月1日 - 今尾町、三郷村、仏師川村、平原村、高田村、脇野村、西島村と合併し、改めて今尾町が発足。同日土倉村廃止。